# ميكيل ديسلير
ميكيل ديسلير (بالدنماركية: Mikkel Desler)‏ (19 فبراير 1995 الدنمارك - ) هو لاعب كرة قدم دانمركي، شارك في كرة القدم في الألعاب الأولمبية الصيفية 2016.

## روابط خارجية
- ميكيل ديسلير على موقع الاتحاد الأوربي (الإنجليزية)
- ميكيل ديسلير على موقع اتحاد النرويج (النرويجية)
- ميكيل ديسلير على موقع الدوري الأمريكي (الإنجليزية)
- ميكيل ديسلير على موقع إي إس بي إن إف سي (الإنجليزية)
- ميكيل ديسلير على موقع قاعدة بيانات كرة القدم.إي يو (الإنجليزية)
- ميكيل ديسلير على موقع ليكيب (الفرنسية)
- ميكيل ديسلير على موقع Soccerbase.com (لاعب) (الإنجليزية)
- ميكيل ديسلير على موقع Soccerway.com (الإنجليزية)
- ميكيل ديسلير على موقع أوليمبيديا (الإنجليزية)
- ميكيل ديسلير على موقع AS.com (الإسبانية)